# Černíkov
Černíkov település Csehországban, a Klatovyi járásban. Černíkov Mezholezy, Úboč, Poleň, Němčice, Všepadly, Úsilov, Kdyně, Libkov, Loučim, Bezděkov és Dlažov településekkel határos. Lakosainak száma 372 fő (2024. január 1.).

## Népesség
A település lakosságának változását az alábbi diagram mutatja:
| Lakosok száma | 1166 | 1030 | 935  | 553  | 381  | 323  | 326  | 353  | 338  | 372  |
|               | 1869 | 1900 | 1921 | 1961 | 1980 | 2011 | 2016 | 2019 | 2021 | 2024 |